# Palais Khaznadar

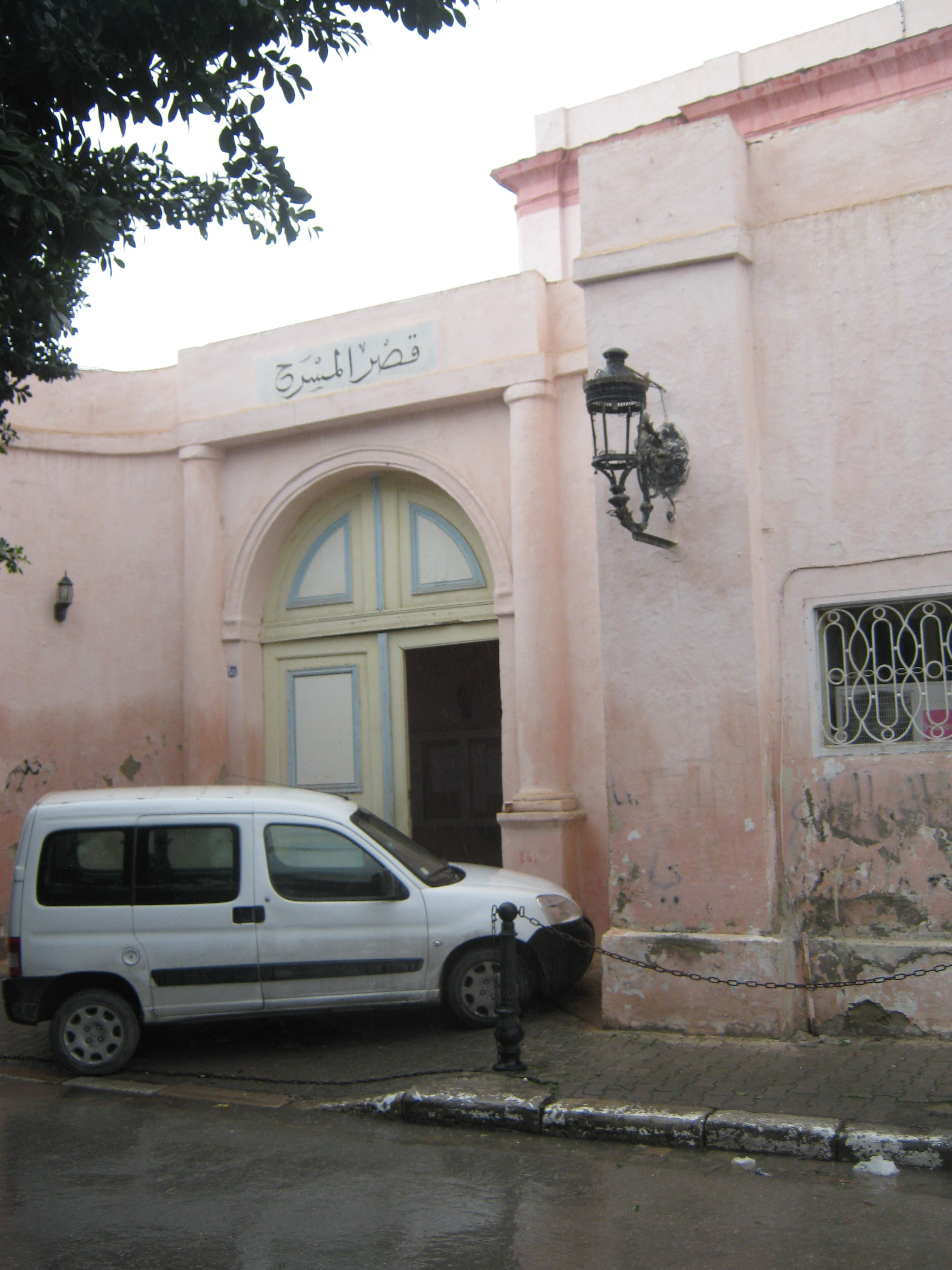
Porte cochère du palais Khaznadar.

Le palais Khaznadar est un palais situé dans le quartier tunisois de Halfaouine, au nord de la médina de Tunis, construit au XIXe siècle.

## Localisation
Le palais est situé à l'angle nord-est de la place Halfaouine, à proximité du palais Saheb Ettabaâ et de la mosquée du même nom.

## Histoire
Ce palais est construit par le ministre Mustapha Khaznadar au cours des années 1850.

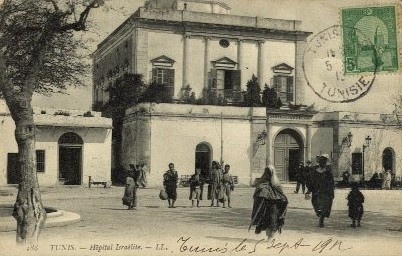
Ancienne vue du palais.

De 1895 à 1903, il sert comme hôpital pour la communauté israélite.
En 1903, il est transformé en école, usage qui dure jusqu'en 1986. Pendant la Seconde Guerre mondiale, il est temporairement utilisé comme centre de distribution de lait pour la communauté italienne de Tunis.
Depuis 1988, il accueille les activités du Théâtre national tunisien.

## Architecture

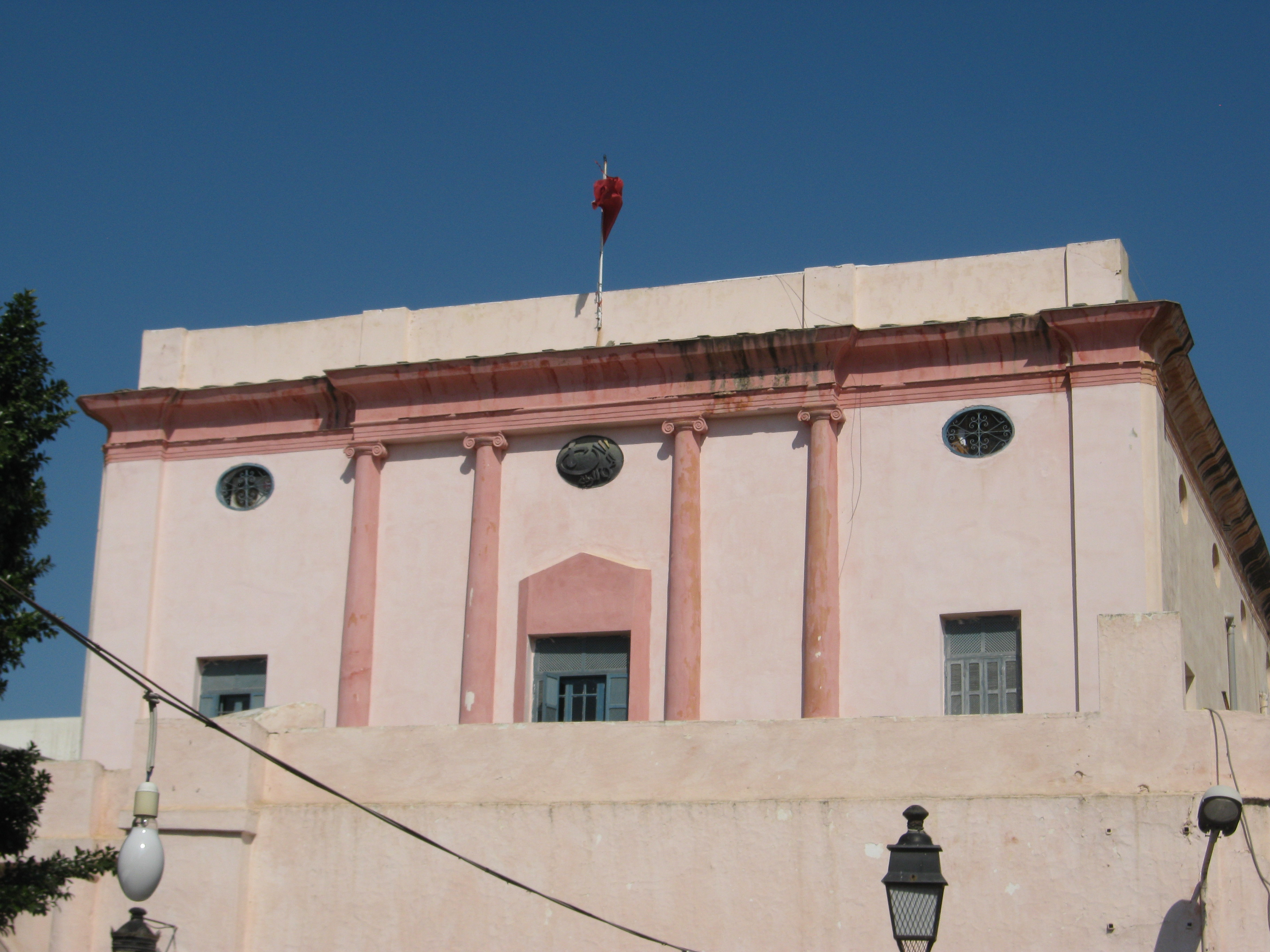
Façade du palais.

Le palais est construit à la mode italienne, par une équipe d'ouvriers italiens, et meublé dans un style mêlant aussi bien les influences occidentales qu'orientales.
Il est entouré d'une muraille percée d'une porte cochère donnant accès à la cour.
L'axe de symétrie de la façade et du perron est décalé par rapport à celui du porche d'entrée, une tradition tunisoise selon laquelle l'entrée de l'habitation ne doit pas être vue de l'extérieur.
La façade présente une influence des palais de la région de Palerme : une grande baie centrale surmontée d'un fronton et encadrée par quatre pilastres ioniques. L'attique est percée de plusieurs oculus. 